# Dasypolia suffusa
Dasypolia suffusa là một loài bướm đêm trong họ Noctuidae.